# Малі Жаберичі
Малі Жаберичі (біл. вёска Малыя Жаберычы) — село в складі Крупського району Мінської області, Білорусь. Село підпорядковане Хотюхівській сільській раді, розташоване в східній частині області.
Рішенням Мінської обласної ради депутатів від 30 жовтня 2009 року, щодо змін адміністративно-територіального устрою Мінської області, село Малі Жаберичі, уже колишньої Докудовської сільської ради, підпорядковане Хотюхівській сільській раді.